# Galzinia forcipata
Galzinia forcipata är en svampart som beskrevs av Pouzar 1983. Galzinia forcipata ingår i släktet Galzinia och familjen Corticiaceae.   Inga underarter finns listade i Catalogue of Life.